# Adrian Bell
Adrian Bell (4 ottobre 1901 – 5 settembre 1980) è stato un giornalista e agricoltore inglese, il primo redattore del cruciverba del The Times.

## Biografia
Figlio di un editore di giornali, Bell è nato a Londra e ha studiato alla Uppingham School di Rutland. All'età di 19 anni si avventurò nella campagna di Hundon, Suffolk, per conoscere l'agricoltura, e coltivò in varie località nei successivi sessant'anni, fino alla sua morte nel settembre 1980. Il suo lavoro nelle fattorie includeva la ricostruzione di una piccola tenuta di 89 acri (36 ettari) quasi abbandonata a Redisham, vicino a Beccles.
Dalle sue prime esperienze di agricoltura a Bradfield St. George, nel Suffolk, nacque il libro Corduroy, pubblicato nel 1930. L'amico di Bell, l'autore e poeta Edmund Blunden, lo consigliò e lo aiutò a ottenere il suo primo contratto editoriale. Corduroy è stato un best seller immediato ed è stato seguito da altri due libri sulla campagna, Silver Ley nel 1931 e The Cherry Tree nel 1932, i tre libri che formano una trilogia di fattorie rurali. La popolarità della scrittura letteraria di ritorno alla terra in Inghilterra negli anni '30 può essere inserita nel contesto, ad esempio, del lungo poema narrativo di Vita Sackville-West The Land. L'edizione tascabile di Penguin Books di Corduroy è uscita nel 1940 ed è stata molto apprezzata dai soldati in servizio durante la seconda guerra mondiale.
Bell ha scritto la rubrica "Countryman's Notebook" sull'Eastern Daily Press dal 1950, e ha prodotto oltre venti altri libri sulla campagna, tra cui Apple Acre (1942), Sunrise to Sunset (1944), The Budding Morrow (1946), The Flower and the Wheel (1949), Music in the Morning, (1954), A Suffolk Harvest (1956), l'autobiografico My Own Master (1961) e The Green Bond (1976). Bell era amico di molte figure letterarie e culturali, tra cui Edmund Blunden, Frank Raymond Leavis, HJ Massingham, Alfred Munnings, John Nash e Henry Williamson.
Quando The Times iniziò a perdere di circolazione su The Daily Telegraph perché quest'ultimo faceva quotidianamente un cruciverba, il padre di Bell lo suggerì all'editore come il primo "setter" anche se non ne aveva mai nemmeno risolto uno. Bell aveva solo 10 giorni di preavviso prima che il suo primo enigma fosse pubblicato, nell'edizione settimanale del 2 gennaio 1930. Avendo ambientato circa 5.000 enigmi tra il 1930 e il 1978, a Bell viene attribuito il merito di aver contribuito a stabilire il suo caratteristico stile di indizio criptico.
Il primo apprezzamento critico integrale del suo lavoro, di Richard Hawking, è stato pubblicato da The Crowood Press nell'aprile 2019.

## Famiglia
Suo figlio, Martin Bell, è un ex reporter di guerra della BBC ed è stato membro indipendente del Parlamento tra il 1997 e il 2001. Things that Endure, un documentario radiofonico di mezz'ora della BBC su Adrian Bell presentato da suo figlio, è stato trasmesso il 2 settembre 2005. su Radio 4. Sua figlia, Anthea Bell, morta nel 2018, era una traduttrice nota per le sue versioni in inglese di Franz Kafka, Sigmund Freud, W.G. Sebald e i fumetti di Asterix.